# Roelant Savery

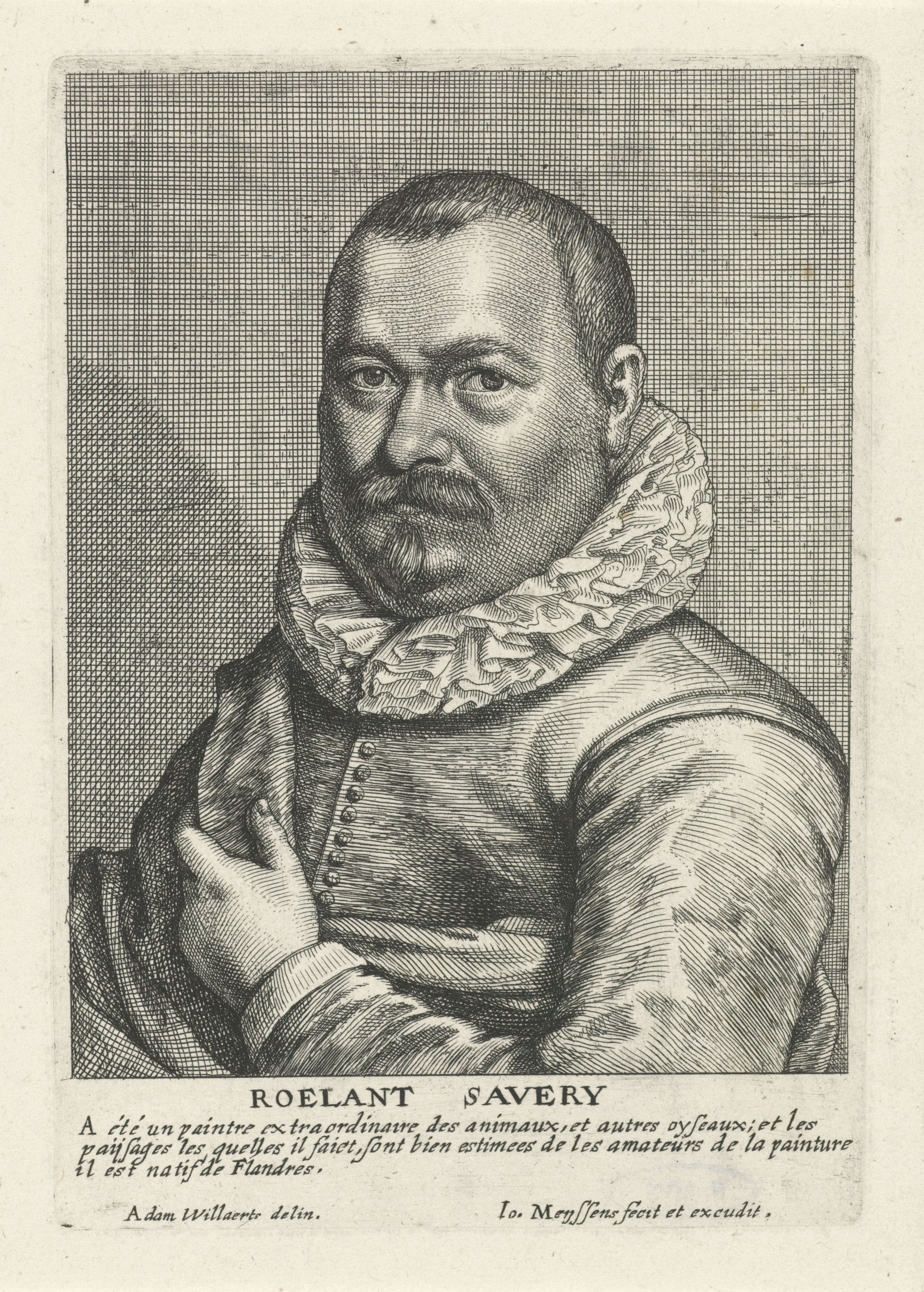
Roelant Savery, auf einem Kupferstichporträt von Jan Meyssens nach Adam Willaerts (aus: Het Gulden Cabinet, 1662)

Roelant Savery (* 1576 oder 1578 in Kortrijk; † vor 25. Februar 1639 in Utrecht) war ein aus den südlichen Niederlanden stammender Maler und Radierer des Spätmanierismus.

## Leben
Er wurde im flämischen Kortrijk (Courtrai) als Sohn von Maerten Jaquesz Sayery († 1601) und Catelijne van der Beecke († 1586) geboren. Wegen der religiösen Unruhen wanderte seine Familie in den 1580er Jahren in die nördlichen Niederlande, nach Haarlem, aus.
Roelant war Schüler seines Bruders Jakob (ca. 1565–1603), der 1587 in die Malergilde von Haarlem aufgenommen wurde. Gemeinsam mit Jacob ging er 1591 nach Amsterdam, wo er bis etwa 1602 lebte und in Kontakt mit der Kunst von Hans Bol und Gillis van Coninxloo kam.

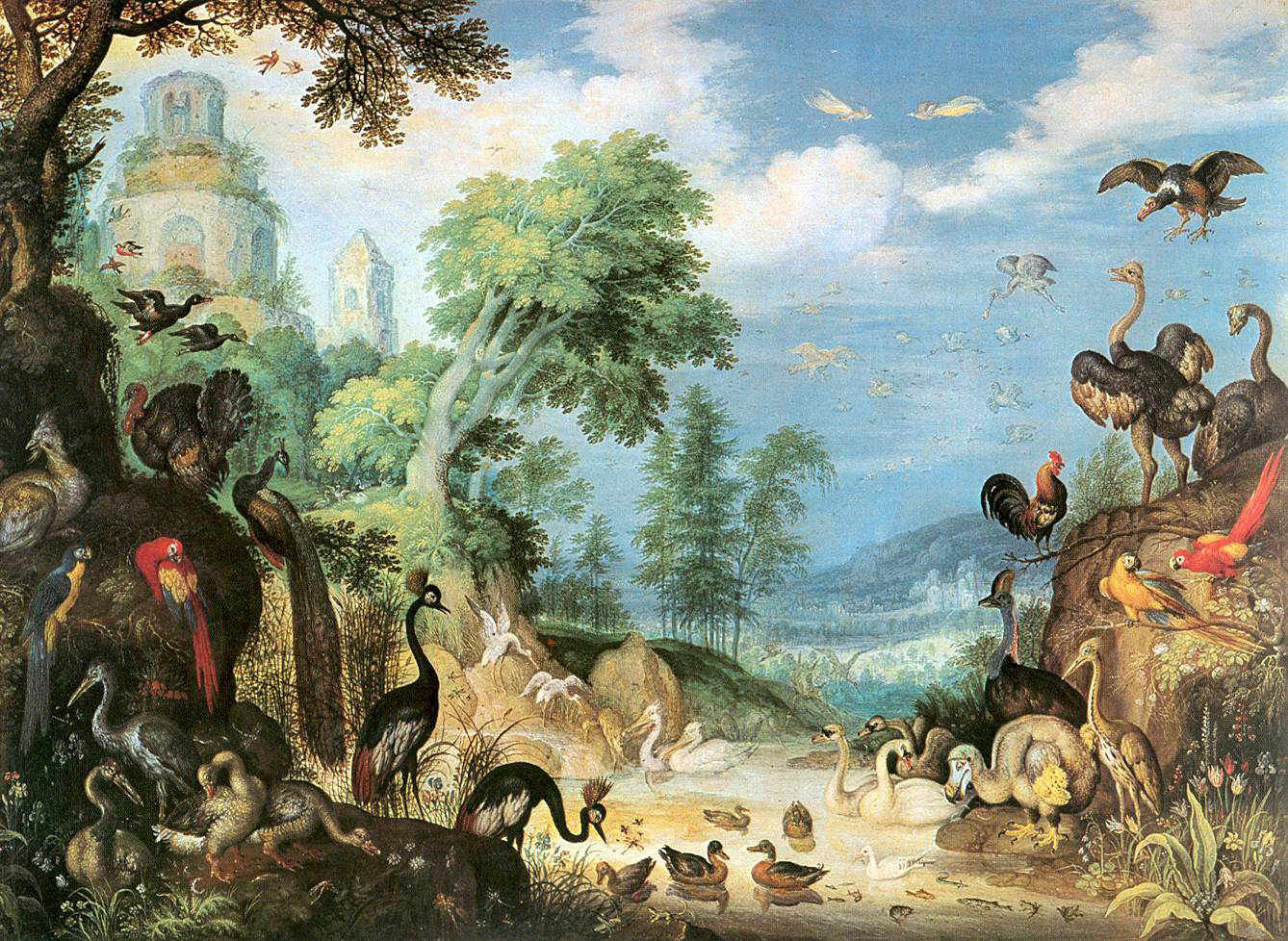
Landschaft mit Vögeln, 1628, Öl auf Holz, 42 × 57 cm, Kunsthistorisches Museum, Wien. Rechts am Wasser steht ein Dodo.

Daneben bildete er sich auch nach dem Vorbild von Jan Brueghel dem Älteren weiter.
Danach stand er als Hofmaler in den Diensten der Kaiser Rudolf II. (1552–1612) und Mathias (1557–1619) in Prag, wo Savery mit Unterbrechungen zwischen 1602 und 1616 lebte.
Er reiste unter anderem in der Begleitung von Rudolf II. und hielt sich zwei Jahre, von 1606 bis 1608, in Tirol auf.
1614–15 und 1616 bis 1618 lebte er wieder in Amsterdam und zog dann endgültig nach Utrecht. Dort wurde er 1619 in die Lukasgilde aufgenommen und hatte ziemlichen Erfolg, obwohl sein Stil mittlerweile etwas altmodisch war. Im Auftrag der Stadt malte er 1626 ein Bild mit „allen Tieren der Luft und der Erde“ als Geschenk für Amalia van Solms, die Prinzessin von Oranien; dafür erhielt er eine Bezahlung von 700 Gulden.
Savery soll 1639 „in geistiger Verwirrung“ gestorben sein und wurde in Utrecht am 25. Februar begraben.
Zu seinen Schülern gehörten Allart van Everdingen, Willem van Nieuwlandt II (1584–1635/1636) und Gillis d’Hondecoeter (um 1575–1638). Er hatte auch einen gewissen Einfluss auf andere Maler, wie Esaias van de Velde, Johannes Bosschaert oder Jacob Marrel.

## Stil und Werk
Roelant Savery malte Blumenstillleben und vor allem zahlreiche, meist mit Tieren – seltener Menschen – reich bevölkerte Landschaften, oft aus dem biblischen oder mythologischen Themenkreis, wie Paradiesesdarstellungen, Noah und die Tiere der Arche oder Orpheus bezaubert die Tiere mit seinem Gesang.

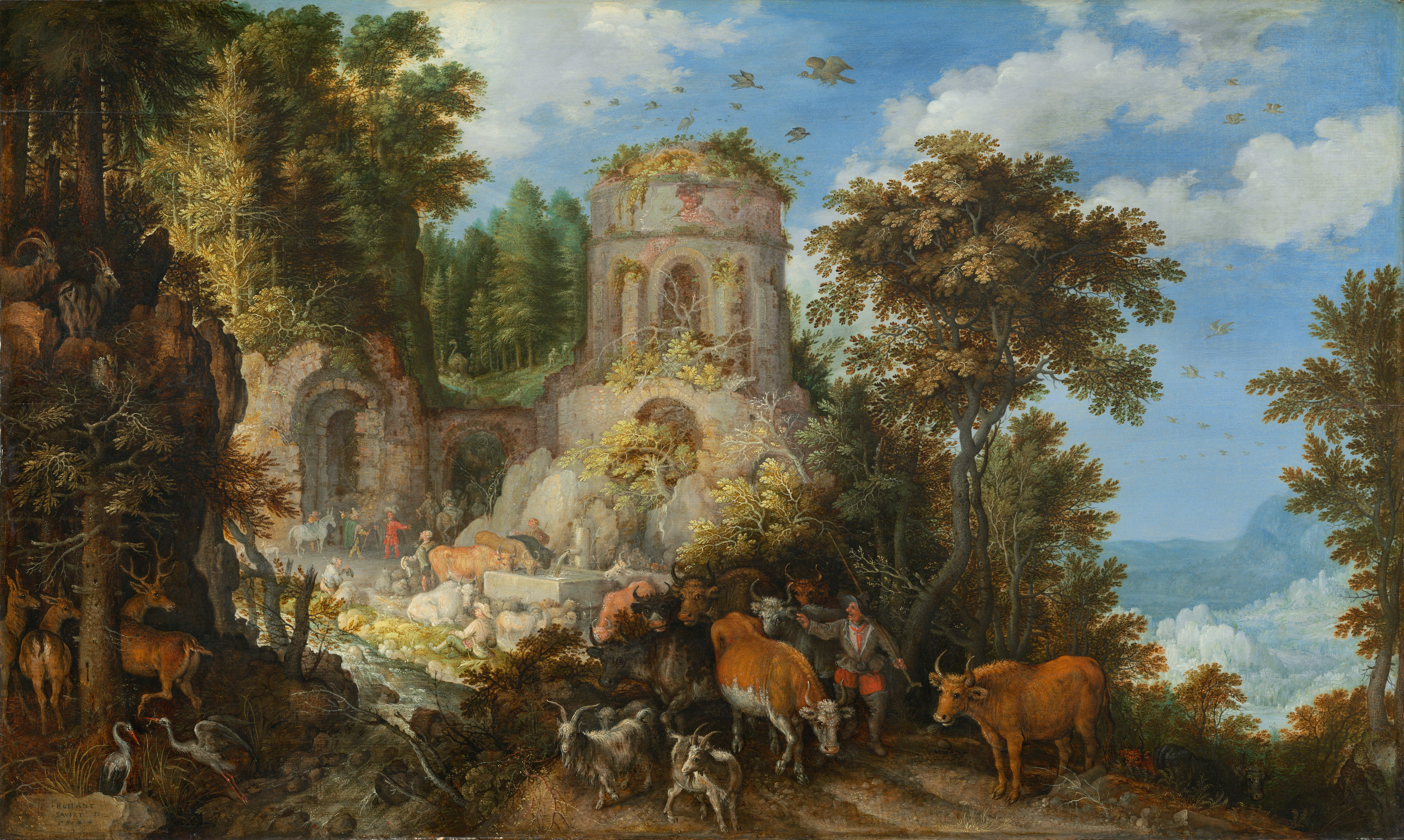
Landschaft mit Flucht nach Ägypten, 1624, Öl auf Leinwand, 54,3 × 91,5 cm, National Gallery of Art, Washington. Die namengebende Szene mit der heiligen Familie ist hier nur sehr verschwommen im Hintergrund am Waldesrand dargestellt. Im Mittelpunkt stehen die Schäfer und die Häscher des Herodes auf ihrer mörderischen Suche nach dem Jesuskind.

Obwohl sowohl thematisch wie in der ziemlich feinen malerischen Technik und im Kolorit deutlich vom nur acht Jahre älteren Jan Brueghel d. Ä. beeinflusst, war Savery im Gegensatz zu jenem sein Leben lang von dem spätmanieristischen Geschmack Rudolphs II. und des Prager Hofes geprägt. Dies zeigt sich unter anderem in einer Vorliebe für dekorativ gedrehte, gewundene Formen und einem gewissen Hang zum Verschrobenen, Bizarren, oder „Skurrilen“. Entsprechend malte er auch keine völlig realistischen, sondern fantastische Landschaften mit auffälligen, gesuchten, teilweise spektakulären Licht-Schatteneffekten. Als beinahe charakteristisch kann die Einfügung einer Art Tempelruine gelten. Mit seinen Tieren erreicht Savery nicht immer den Realismus von Jan Brueghel, hier und da wirken auch sie „verschroben“, wenn er z. B. schielende Löwen darstellte; sehr gut sind seine Vogeldarstellungen.

Savery ist bekannt dafür, dass er mehrfach in Gemälden und Zeichnungen den heute ausgestorbenen Dodo abbildete, und häufig wird sein 1626 entstandenes Gemälde erwähnt, das diesen Vogel zeigt.
Mit seinen Blumenbildern gehört Savery zu den besten frühen Vertretern dieser Art von Stillleben als eigenständige künstlerische Gattung. Formal und stilistisch sind sie etwa zwischen Jan Brueghel d. Ä. – dem Savery in der Feinheit und Poesie der malerischen Gestaltung nacheifert, ohne ihn ganz zu erreichen –, und Ambrosius Bosschaert anzusiedeln – mit dem letzteren teilt er die Vorliebe, seine Bouquets manchmal in einer Nische zu präsentieren. Auch Saverys Blumensträuße zeigen bei genauer Betrachtung einen leichten Hang zu einem leicht manierierten, etwas „schrulligen“ Stil. In einem seiner Blumenstücke, dem Liechtensteiner Strauß von 1612 (Liechtenstein Museum, Wien) stellte er einen Zweig einer gefüllten gelben Rose mit drei Blüten bzw. Knospe dar – ein scheinbar merkwürdiges Detail, da die sogenannten Alten Rosen seiner Zeit nur in einer Farbskala zwischen weiß, rosa und purpurrot vorkamen; bei der von Savery dargestellten gelben Rose dürfte es sich um eine der ersten Darstellungen der auch als „Schwefelrose“ bezeichneten Rosa hemisphaerica handeln, die erst 1601 durch Charles de l’Écluse in Europa bekannt wurde, also eine seinerzeit extreme Rarität.
Seine Gemälde signierte Savery mit „Roeland(t)“.
Bilder von Roelant Savery befinden sich in den Galerien in Prag (Paradies, 1618), Wien, Berlin (Orpheus und die Tiere), Wiesbaden, Den Haag, Utrecht, Petersburg, Dresden und München.

## Galerie

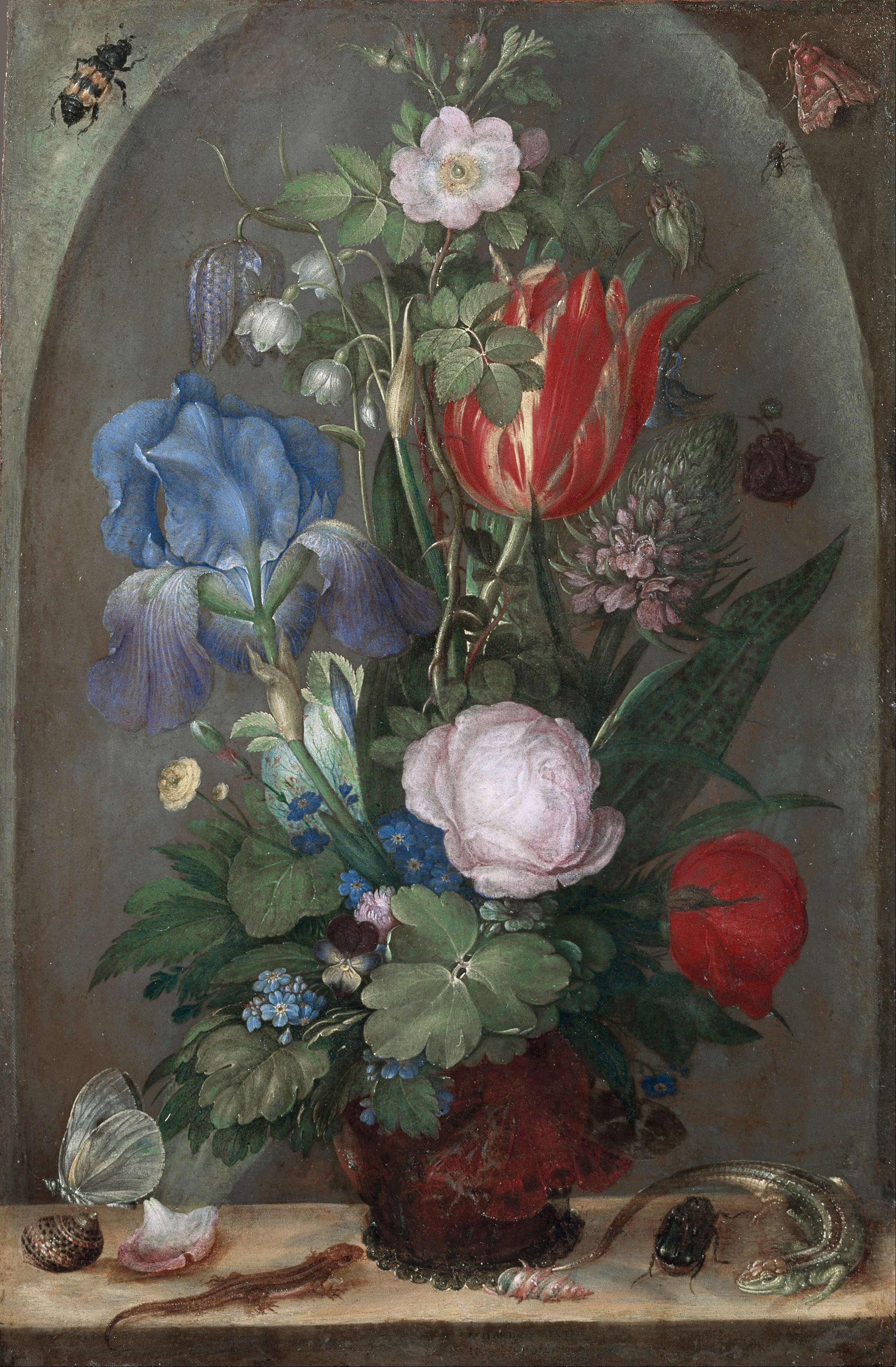
Blumenbouquet mit zwei Eidechsen in einer Nische, 1603 (?), Öl auf Kupfer, 29 × 19 cm, Centraal Museum, Utrecht
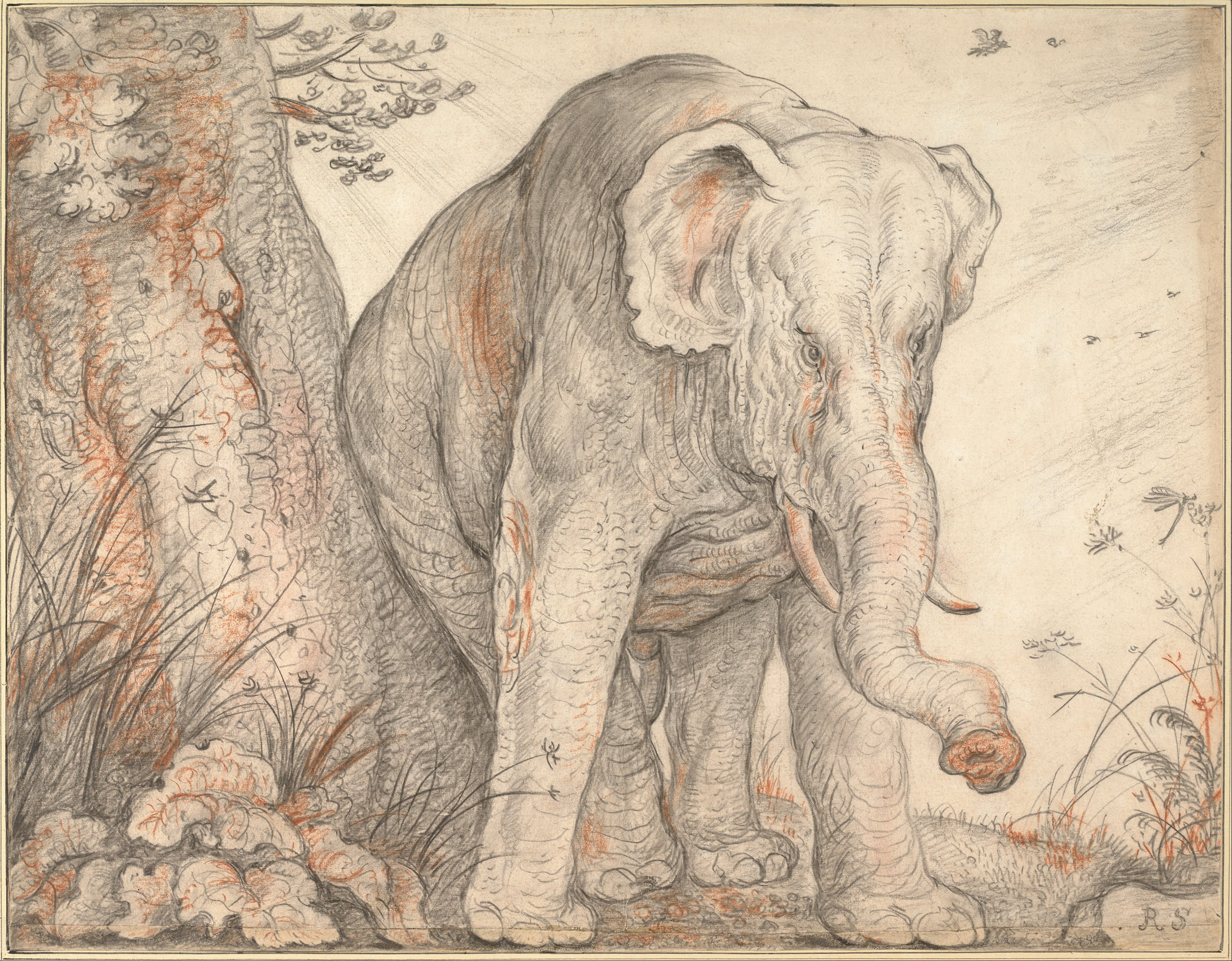
Elephant, der sich an einem Baum reibt, ca. 1608–1612, schwarze Kreide, Rötel und Estompe auf Papier, Albertina, Wien
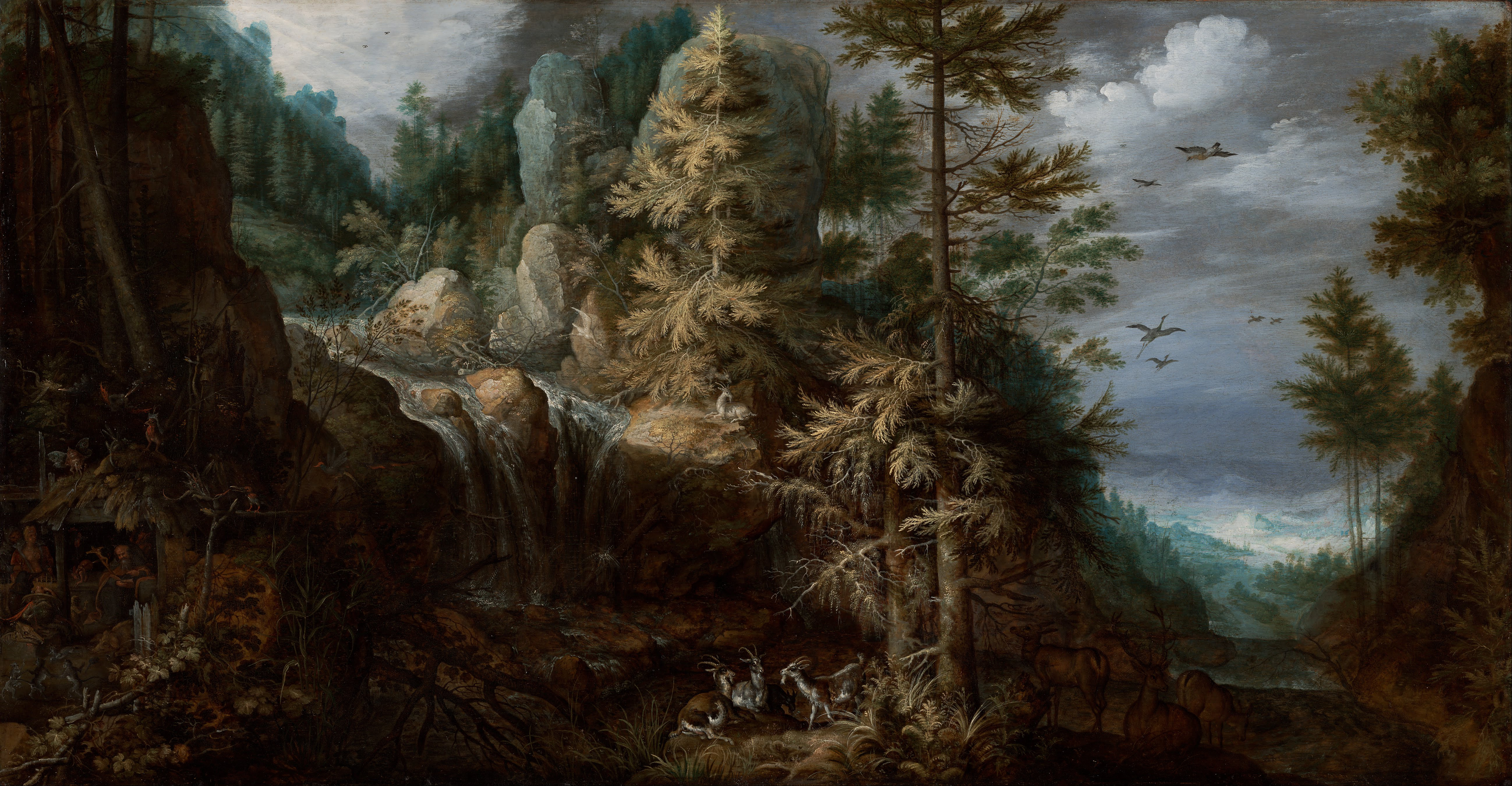
Der hl. Antonius in der Wüste, 1617, Öl auf Holz, 48,7 ×  94,0 cm, Getty Center, Los Angeles
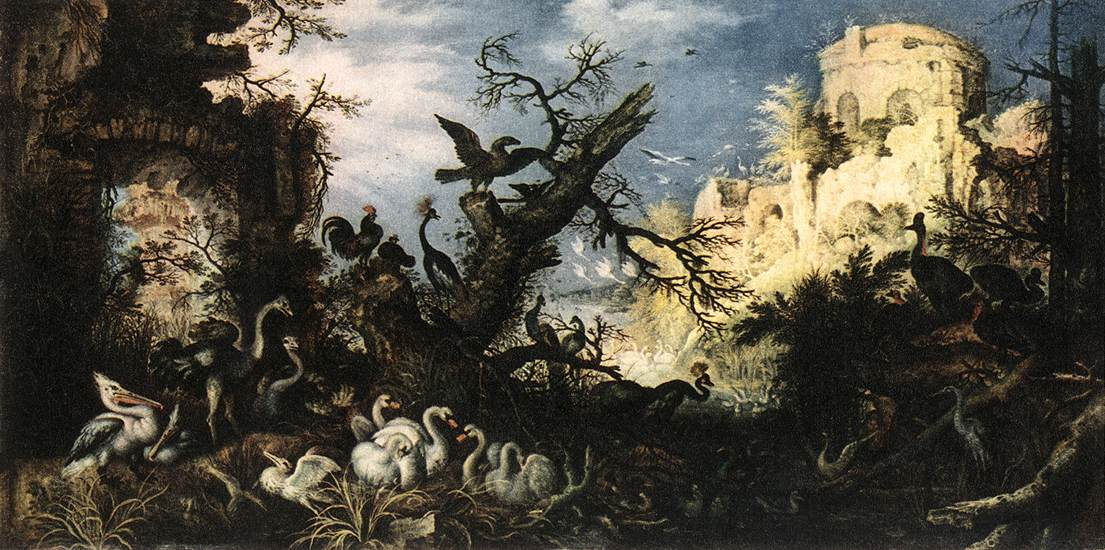
Landschaft mit Vögeln, 1622, Öl auf Eichenholz, 54 × 108 cm, Nationalgalerie, Prag
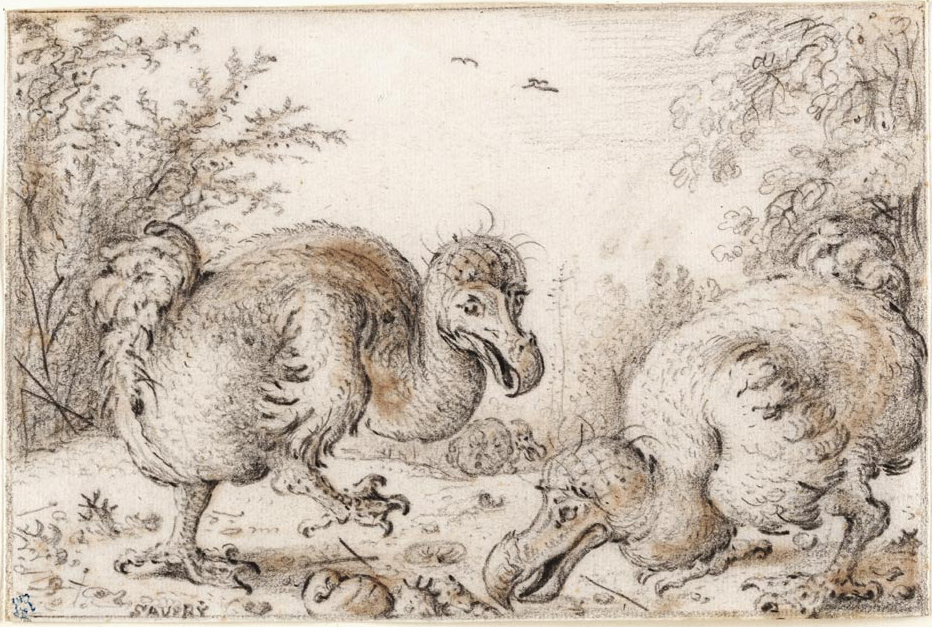
Dodo Vögel, um 1626 (?), Kreide auf Papier, Crocker Art Museum, Sacramento (Kalifornien)
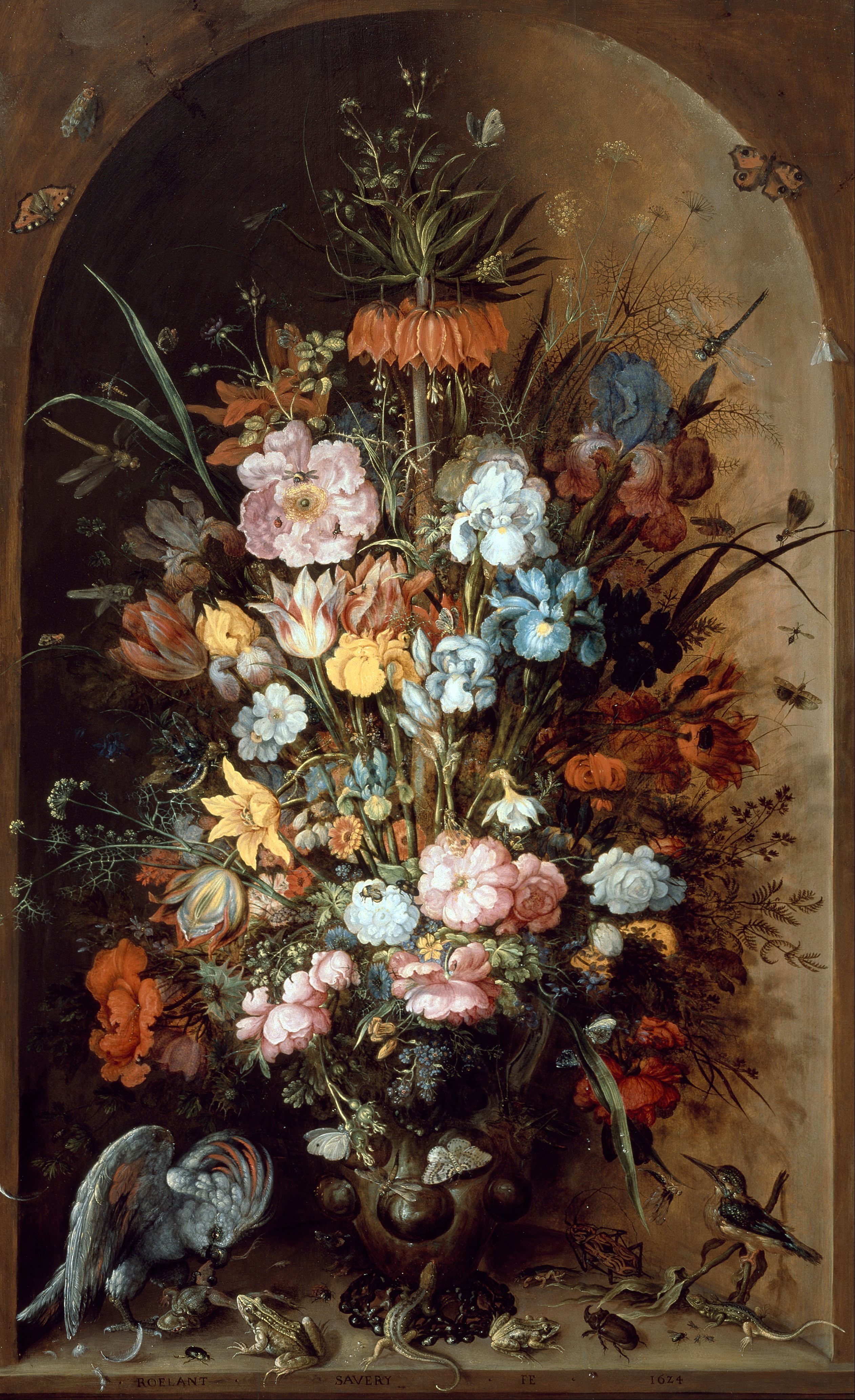
Großes Blumenbouquet mit Kaiserkrone in einer Nische, 1624, Öl auf Holz, 133 × 81 cm, Centraal Museum, Utrecht
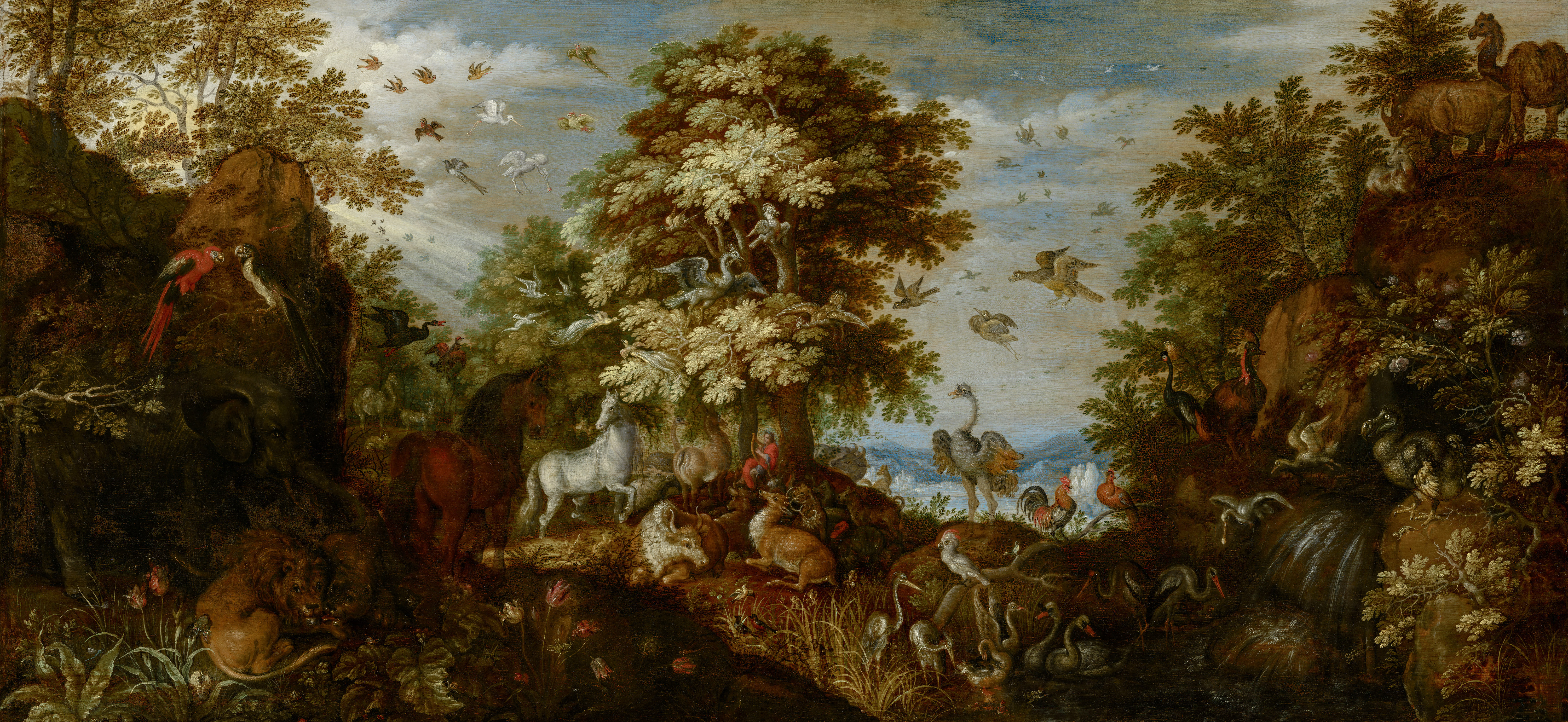
Orpheus bezaubert mit seinem Gesang die Tiere, 1627, Öl auf Holz, 62,0 × 131,5 cm, Mauritshuis, Den Haag